# Slované v Dolní Panonii

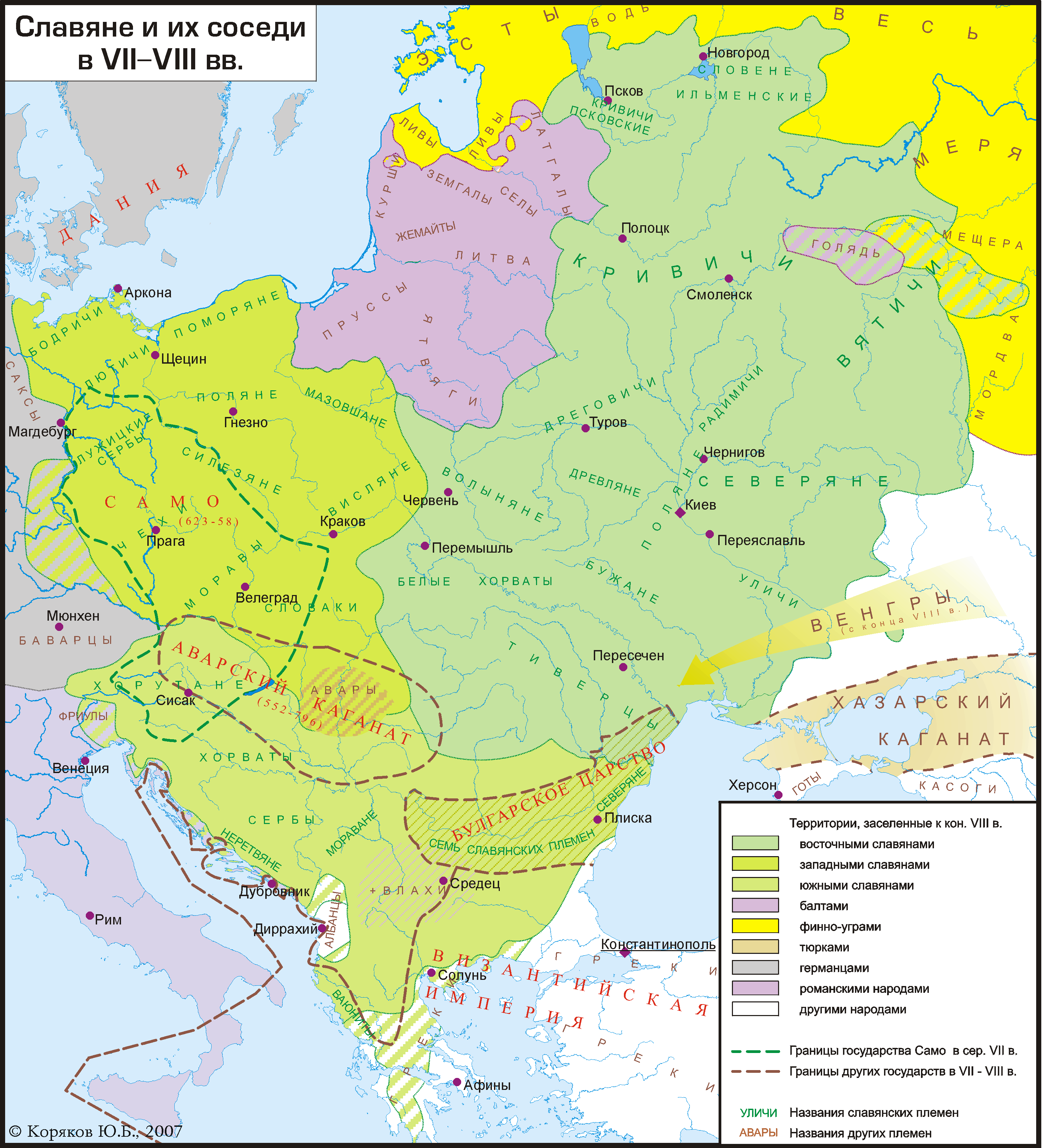
Slovanská migrace a osídlení v raném středověku, včetně oblasti Panonie.

Raní Slované se usadili ve východní a jižní části bývalé římské provincie Panonia. Termínem Dolní Panonie (latinsky Pannonia inferior, maďarsky Alsó-pannoniai grófság, srbochorvatsky Donja Panonija, Доња Панонија, slovinsky Spodnja Panonija) byly označeny ty oblasti Panonské nížiny, které leží na východ a na jih od řeky Rába. Rozdělení na Horní a Dolní Panonii bylo převzato z římské terminologie.
Od poloviny 6. do konce 8. století byl kraj pod nadvládou Avarů, zatímco slovanské obyvatelstvo bylo jejich poddanými. Počátkem 9. století, po avarských válkách, byl tento stát zničen a nahrazen nadvládou Franské říše, která trvala až do dobytí území Maďary (cca 900).
Během franského období byla oblast Dolní Panonie spravována místními slovanskými panovníky, kteří byli pod svrchovaností franských králů. V rámci franského správního systému byl vytvořena Panonská marka přičemž v Horní Panonii byla vykonávána přímá franská vláda prostřednictvím franských hrabat, zatímco Dolní Panonie byla spravována jako knížectví místními slovanskými knížaty pod nejvyšší franskou nadvládou. Během 9. století byla franská nadvláda v Dolní Panonii zpochybněna také Bulharskou říší a Velkou Moravou . 
V 10. století maďarské dobytí Karpatské pánve účinně rozdělilo slovanské komunity v regionu na dvě části, což vedlo k vytvoření větve západních a jižních Slovanů .

## Pozadí

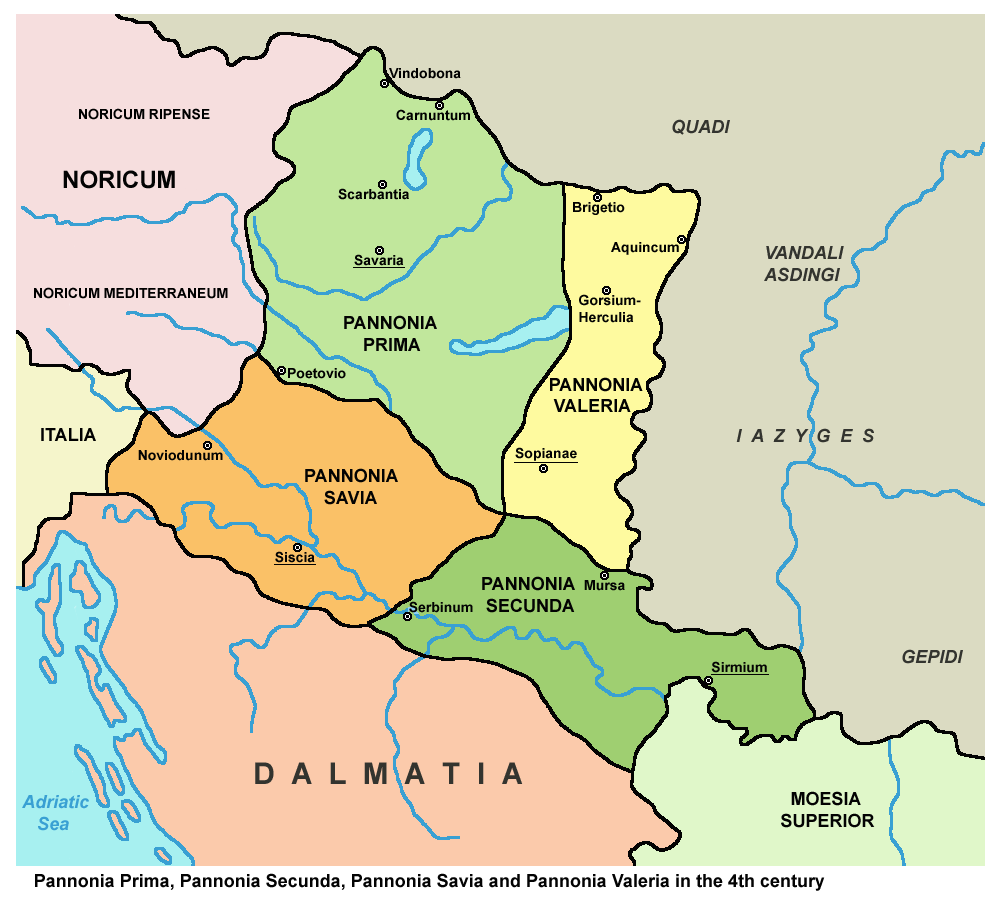
Pannonia byl název římských provincií v této oblasti.

Římská nadvláda v panonských regionech se zhroutila během 5. století a byla nahrazena následnou nadvládou Hunů, Ostrogótů a Langobardů. Během vlády byzantského císaře Justina II. (565–578) a po lombardsko-gepidské válce v roce 567 vpadli do Panonie Avaři, kteří následně dobyli téměř celou Panonskou nížinu (568). Ačkoli je možné, že některé malé praslovanské skupiny mohly dorazit v „polovině 5. století během hunské nadvlády“,  v průběhu 6. a 7. století byly panonské oblasti nepochybně osídleny Slovany, kteří byli pod avarskou nadvládou.

## Knížectví
Během franské války proti Avarům se v Královských franských letopisech objevila zmínka o Wonomyrusovi Sclavusovi (Vojnomir Slovan nebo Zvonomir Slovan), který působil v roce 795. Eric, vévoda z Furlanska, vyslal Vojnomira se svým vojskem do Panonie, mezi Dunaj a Tisu, kde plenili panství Avarů. Následující rok byli Avaři poraženi a franská moc byla rozšířena dále na východ, až k centrálnímu Dunaji. V polovině 9. století byla Dolní Panonie již osídlena slovanskou většinou (kromě „panonských Slovanů“ také Dulebů a možná i některých Chorvatů ), a v roce 873 byli v Dolní Panonii zmiňováni také křesťanští Avaři.
Po zničení avarského státu se panonští Slované dostali pod franskou nadvládu. Zpočátku byla místní slovanská knížata pod franskou suverenitou v rámci Panonské marky, přičemž někteří z nich jsou známi z franských pramenů. Kníže Ljudevit byl zmíněn v Královských franských análech jako vévoda z Dolní Panonie (latinsky: Liudewiti, ducis Pannoniae inferioris), který vedl povstání proti Frankům (811–822). Jeho motivy nejsou známy, ale předpokládá se, že povstání bylo vedeno s touhou po větší autonomii. Připojili se k němu Karantánci, Kraňáci, údajně Slované v okolí Salcburku a podporoval ho také Fortunatus II(de) ( Patriarcha z Grada). Toto spojenectví představovalo významnou hrozbu, protože jejich síla částečně odrážela bývalou moc Avarského kaganátu. Jeho pevnost se nacházela v Sisaku (latinsky: Siscia), bývalém metropolitním městě starověké římské provincie Pannonia Savia. Přesné hranice jeho knížectví jsou však nejisté, protože termín Dolní Panonie mohl zahrnovat jak území mezi řekami Drávou a Sávou, tak oblasti na sever a východ od nich v bývalé římské provincii Pannonia Secunda (dnešní Srem ). Možná jeho vláda sahala dále na východ, protože historické prameny uvádějí, že se k němu připojil kmen Timočanů, kteří žili v okolí údolí řeky Timok (v dnešním východním Srbsku). Velikost knížectví musela být úměrná zdrojům potřebným k tomu, aby se mohl postavit vojenským silám Borny z Dalmácie a Franků.
Po Ljudevitově neúspěšném povstání a jeho smrti v roce 827 Bulhaři pod vedením Velkého chána Omurtaga vtrhli do Dolní Panonie a části franských území na severu. Po jejich dobytí dosadili své vlastní správce. Bulharsko-franský konflikt pravděpodobně vyplynul ze sporu o kontrolu nad kmeny Timočanů a Abodritů. V roce 828 německý král Ludvík podnikl protiútok, v jehož důsledku byla Furlantská marka rozdělena do čtyř zemí. Jednou z nich bylo pravděpodobně rané Chorvatské vévodství, které se rozšířilo i na území Sisaku. Panonie se znovu stala součástí Panonské marky, přičemž obě zmíněné země byli vazaly východní Francie. Následující rok podnikli Bulhaři další útok, který však nebyl úspěšný. Přesto však Panonie pravděpodobně ztratila své východní části ve prospěch První bulharské říše.
Po roce 838 se jako nový vládce v Dolní Panonii, v oblasti kolem řek Dráva a Sáva, objevil místní slovanský kníže Ratimir. Pravděpodobně ovládal východní části Panonie a sloužil jako bulharský guvernér. K Ratimirovi uprchl Pribina, bývalý kníže Nitrianského knížectví, kterého vyhnal moravský vládce Mojmír I. Ve stejném roce však franský hrabě Radbod z Východní marky Ratimira sesadil a posílil franskou nadvládu v Dolní Panonii. Ratimir uprchl ze země a Frankové ustanovili novým vládcem Dolní Panonie slovanského knížete Pribinu. Po Pribinovi († 861) nastoupil jeho syn, kníže Kocel. Za vlády Pribiny a Kocela byl hlavním městem Dolní Panonie Mosapurc (latinsky Mosapurc regia civitate), známý ve staroslověnštině také jako Blatnograd (dnešní Zalavár poblíž Balatonu). Toto území bylo vazalským knížectvím Franské říše nebo podle některých zdrojů pohraničním krajem (latinsky comitatus) Východofranské říše. Pribina byl původně titulován jako dux (kníže), zatímco jeho syn Kocel už nesl titul <i>comes</i> (hrabě) a byl označován jako "hrabě Slovanů" (latinsky: Comes de Sclauis). Jejich autorita sahala na severozápad až k řece Rába a Ptuj a na jihovýchod až do oblasti Baranya a řece Dunaj. Během vlády Kocela působil v Dolní Panonii byzantský misionář Metoděj, který zde hrál klíčovou roli. Do stejného období se datuje i dopis papeže Jana VIII. neznámému dux Mutimírovi, obvykle považovanému za Mutimíra ze Srbska, týkající se založení Panonské diecéze se sídlem v Sirmiu. Na žádost Kocela byl Metoděj ustanoven arcibiskupem této diecéze (viz také Arcibiskupství moravské).
Běh událostí do konce 9. století je nejasný. Ačkoliv region zůstával pod franským vlivem, nová hrozba přicházela ze strany velkomoravského panovníka Svatopluka I. Posledním dux (knížetem) Dolní Panonie byl Braslav, který vládl nejméně mezi lety 884 a 896. Jeho území se původně rozkládalo mezi řekami Drávou a Sávou a bylo podřízeno Arnulfovi Korutanskému. Během své vlády se Braslav zapojil do fransko-moravské války. V roce 895 nebo 896 Arnulf svěřil Pannonii Braslavovi, aby zajistil ochranu franské hranice proti nové hrozbě – Maďarům, kteří mezitím dobyli Velkou Moravu. Maďaři však následně ovládli celou Panonskou nížinu a pokračovali do Italského království.

## Následky
Po vzestupu Uherského knížectví v polovině 90. let 8. století a zejména po bitvě u Pressburgu (907)  nebyli v oblastech Dolní Panonie zaznamenáni žádní další slovanští vládci. Maďarské dobytí oddělilo západní Slovany od jižních Slovanů, což ovlivnilo formování nových slovanských identit. Část moravských Slovanů uprchla do Chorvatského vévodství. Nová hranice mezi Chorvatskem a Maďarskem se pravděpodobně nacházela severně od města Sisak, což dokládají nedávné archeologické nálezy, jako je „knez z Bojny“ u Gliny. Diecéze se sídlem v Sisaku byla na koncilu ve Splitu (928) nabídnuta biskupovi Řehořovi z Ninu, což by bylo možné pouze tehdy, pokud by město Sisak leželo v hranicích Chorvatského království. V polovině 20. let 10. století Tomislav Chorvatský rozšířil svou vládu na některá dolnopanonská území mezi Sávou a Drávou a připojil je k chorvatskému království. Až do konce 11. století byla západní hranice Chorvatska napadána Svatou říší římskou. Ve stejné době byly Maďary a Bulhary po celé 10. století napadány jihovýchodní panonské oblasti (Syrmia). Všeobecná nejistota a spory o hranice mezi chorvatskými a maďarskými státy přetrvávaly v 10. a 11. století. Chorvatský historik Ferdo Šišić a jeho následovníci předpokládali, že Tomislav Chorvatský ovládal většinu oblastí obývaných Chorvaty, včetně jižních panonských oblastí (Slavonie). Naopak maďarští historikové Gyula Kristó, Bálint Hóman a János Karácsonyi zastávali názor, že území mezi Drávou a Sávou v té době nepatřilo ani Chorvatsku, ani Maďarsku. Tento názor podpořila Nada Klaićová, která prohlásila, že název „Slavonia“ (země Slovanů) mohl odkazovat na tuto oblast. Je však pravděpodobné, že Slavonie byla více spjata s Chorvatskem a byla pod jeho vlivem. S pokračujícím růstem populace, formováním církevní a správní organizace, včetně založení diecéze Záhřeb (1094), si Slavonie i po vstupu Chorvatska do personální unie s Uherským královstvím zachovalo částečnou autonomii pod správou guvernéra titulovaného jako Bán slavonský -

## Vládci
Kontinuita slovanských panovníků v Dolní Panonii je nejasná a na rozdíl od těch na severu (rod Mojmírů) a na jihu (rod Trpimirů) nebyli trvale součástí vládnoucí dynastie.
| Monarcha | Panování    |
| -------- | ----------- |
| Vojnomir | ca. 790–810 |
| Ljudevit | ca. 810–823 |
| Ratimír  | ca. 829–838 |
| Pribina  | ca. 846–861 |
| Kocel    | ca. 861–876 |
| Braslav  | ca. 882–896 |